# Darreh Khoshkeh
Darreh Khoshkeh (persiska: دره خشکه) är en ort i Iran.   Den ligger i provinsen Kurdistan, i den nordvästra delen av landet, 400 km väster om huvudstaden Teheran. Darreh Khoshkeh ligger 1 858 meter över havet och antalet invånare är 214.
Terrängen runt Darreh Khoshkeh är kuperad.Runt Darreh Khoshkeh är det ganska tätbefolkat, med 60 invånare per kvadratkilometer. Närmaste större samhälle är Tūdār-e Mollā, 15,7 km sydost om Darreh Khoshkeh. Trakten runt Darreh Khoshkeh består i huvudsak av gräsmarker.